# 黑森-卡塞爾的瑪麗·弗里德里克 (1768年)
黑森-卡塞爾的瑪麗·弗里德里克（德語：Marie Friederike von Hessen-Kassel，1768年9月14日—1839年4月17日），安哈特-貝恩堡公爵夫人，黑森選侯威廉一世的女兒。

## 家庭
1794年，瑪麗·弗里德里克與安哈特-貝恩堡親王腓特烈·阿爾布雷希特的獨子阿歷克塞·腓特烈·克里斯蒂安結婚，兩人共有1子1女：
1. 路易絲（1799年—1882年）
2. 亞歷山大·卡爾（1805年—1863年）